# Bertrand II van Provence
Bertrand II van Provence soms ook Willem VI van Provence genoemd (overleden in 1093) was van 1062 tot 1093 graaf van Provence, deel van het Heilige Roomse Rijk. Hij behoorde tot het huis Provence.

## Levensloop
Bertrand II was de zoon van graaf Godfried I van Provence en diens gemalin Stefania. Na de dood van zijn vader in 1062 volgde Bertrand hem op als graaf van Provence. De eerste jaren van zijn bewind regeerde hij samen met zijn neven Bertrand I en Godfried II. Zijn neef Bertrand I was bovendien markgraaf van Provence. 
Na diens dood rond 1065 was het echter niet Bertrand II maar graaf Raymond IV van Toulouse die deze titel verwierf. Bertrand II weigerde namelijk trouw te zweren als leenman aan de Rooms-Duitse keizer; in 1096 bevestigde paus Urbanus II dat Raymond IV van Toulouse de markgraaf van Provence was. De pauselijke bul was van belang om te preciseren wie de wereldlijke beschermheer was van de abdij Saint-André nabij Avignon, in het markgraafschap.
Bertrand was gehuwd met ene Mathilde, met wie hij een dochter Cecilia kreeg. Deze dochter huwde met graaf Bernard Ato IV van Carcassonne. Omdat hij geen mannelijke nakomelingen had, ging het graafschap Provence na zijn dood in 1093 naar zijn zus Gerberga.
1. ↑  (en) Cawley, Charles, Bertrand II (Comtes de Provence (961-1112)). Medieval Lands (2006).